# جيف تشانس
جيف تشانس (بالإنجليزية: Jeff Chance)‏ هو كاتب أغاني أمريكي، ولد في 13 ديسمبر 1954 في إل كامبو في الولايات المتحدة، وتوفي بنفس المكان في 12 ديسمبر 2008.

## وصلات خارجية
- جيف تشانس على موقع ميوزك برينز (الإنجليزية)